# Neuburgia alata
Neuburgia alata är en tvåhjärtbladig växtart som först beskrevs av A. C. Smith, och fick sitt nu gällande namn av A. G. Smith. Neuburgia alata ingår i släktet Neuburgia och familjen Loganiaceae. Inga underarter finns listade i Catalogue of Life.